# Nazionale maschile under 21 di calcio a 5 del Kazakistan
La nazionale di calcio a 5 kazaka Under-21 è la rappresentativa di calcio a 5 Under-21 del Kazakistan ed è posta sotto l'egida della Federazione calcistica del Kazakistan.

## Storia
La nazionale kazaka è stata tra le 28 selezioni che hanno partecipato alle qualificazioni per il primo e unico campionato europeo di categoria, dove ha ottenuto per prima l'accesso alla fase finale in Russia nel girone 5 a Mór, in Ungheria, battendo i padroni di casa, la Bielorussia e la Lettonia. La nazionale under-21 kazaka è entrata così nella storia come la prima selezione del proprio paese a ottenere la qualificazione a una fase finale di una manifestazione europea di calcio a 5.